# Монтеро, Хосе Педро
Хосе Педро Монтеро Кандия (исп. José Pedro Montero; 1 августа 1878, Асунсьон — 7 июня 1927, Асунсьон) — парагвайский политик, врач, вице-президент и временный президент Парагвая в 1919–1920 годах после смерти президента Мануэля Франко.

## Биография
Монтеро родился в городе Асунсьон в районе Вилла Аурелия 1 августа 1878 года. Своё образование он начал в Национальном колледже, окончив который в 1896 году он переехал в Буэнос-Айрес, где получил диплом педиатра на факультете медицинских наук университета. В 1901 году Монтеро был назначен представителем Парагвая на всеамериканском медицинском конгрессе в Буэнос-Айресе и стал депутатом парагвайского Конгресса. В 1904 году он представил свою диссертацию на тему испытания хлоридов и начал свою медицинскую практику и преподавательскую деятельность. С 1905 по 1908 Монтеро занимал должность профессора университета Буэнос-Айреса и вернулся к активной политической после политических событий 2 июня 1908 года. Он также был членом Совета по образованию и основал несколько служб родовспоможения, аптек, химических лабораторий и бактериологических служб.
Монтеро был министром внутренних дел во время правления Эдуардо Шерера, а на выборах 1916 года был избран в качестве вице-президента при президенте Мануэле Франко. После неожиданной смерти Мануэля Франко 6 июня 1919 года Монтеро принял пост президента. Его кабинет был составлен следующим образом: министр по иностранным делам — Эусебио Айяла; министр внутренних дел — Луис Альберто Риарт; министр юстиции, культуры и народного просвещения — Феликс Пайва; военный и морской министр — Адольфо Чирифе.
Правительство Монтеро столкнулось с общим спадом экономики, вызванным последствиями Первой мировой войны. Этот кризис в основном ударил по среднему классу и бедным слоям населения и привел, в частности, к тому, что государственной зарплаты не выплачивались три месяца.
К инициативам Монтеро и его кабинета следует отнести: принятие проекта конвенции о почтовых отправлениях с Соединенными Штатами Америки, стимуляцию мелкой собственности на всей территории республики, освоение государственных земель, выделение 100 000 песо для строительства школ, заключение торгового соглашения с Японией, обнародование закона о порядке увольнения судей, модернизацию армии. В области образования была реформирована учебная программа средней школы, которая отныне была разделена на два цикла: начальное образование — 4 года, и основное — 2 года.
15 августа 1920 года, с окончанием конституционного срока полномочий Мануэля Франко, Монтеро передал власть вновь избранному президенту Мануэлю Гондра.
Хосе Педро Монтеро умер 7 июня 1927 года в Асунсьоне. В том же году одна из больниц столицы была названа его именем.